# Passiena auberti
Passiena auberti är en spindelart som först beskrevs av Simon 1898.  Passiena auberti ingår i släktet Passiena och familjen vargspindlar. Inga underarter finns listade i Catalogue of Life.